# Vegeta
Vegeta sau Prințul Vegeta este unul din unul dintre personajele principale din Dragon Ball Z. Acesta este Saiyan (NonHybrid) având sânge pur de Saiyan.
În mare parte Vegeta este rivalul lui Goku dar în același timp și prietenul acestuia, făcând relația dintre aceștia puțin mai complicată pe parcursul anime-ului.
În afara lui Goku, Gohan și Piccolo, el este unul dintre cele mai importante personaje din seria Dragon Ball Z.
Vegeta a fost odată un tânăr membru al armatei Saiyanilor în Organizația Mondială a Comerțului Planetelor, dar după moartea rasei sale, el a lucrat alături de Nappa și Raditz sub ordinul lui Frieza.
Acesta alăturându-se mai tâziu Luptătorilor Z în timp ce ei luptau pe Namek împotriva Forțelor Speciale Ginyu și m-ai târziu cu Frieza.
După toate acestea, Vegeta decide să rămână cu Goku și restul lupatorilor pe pământ unde își formează o familie împreună cu Bulma, acesta este mai târziu tată, avându-i pe Trunks și Bulla.

## Aspect
Vegeta are înălțimea de 5'5"(comparativ cu Goku cu înălțimea de 5'9"). Părul lui este ferm în sus și are vârful văduvei. O caracteristică principală a lui Vegeta că el era singurul Saiyan care a continuat să poarte armura tradițională a Saiyanilor (cu referire la patrimoniul său) și a fost văzut purtând forme diferite de armuri, prin urmare armura îl face pe Saiyan asta fiind sinonimul lui, deși el abandonează încet armura de Saiyan mai târziu în Dragon Ball Z și apoi complet în Dragon Ball GT, în cazul în care el poartă "haine pământești". Acest lucru este posibil deoarece nivelul noilor sale puteri au fost eliminate necesitând orice tip de armură. Cu toate acestea, chiar și atunci când Vegeta nu își pierde armura, el este întotdeauna văzut purtând mănuși albe și cizme albe în luptă în Dragon Ball Z. Vegeta a avut de asemenea o coadă în timpul primului Saga din Dragon Ball Z dar a fost tăiată de Yajirobe. Părul lui Vegeta nu crește în lungime. El îi afirmă lui Bulma într-un episod din Saga Perfect Cell, că părul unui Saiyan pur-sânge nu se schimbă de la ziua în care s-a născut, în afară de faza în care se tranformă în Super Saiyan, al doilea grad Super Saiyan, Super Saiyan 2, Super Saiyan 3 (doar în Raging Blast) și Super Saiyan 4. Dacă urmăriți cu atenție, aspectul fizic al lui Vegeta s-a schimbat de fapt pe parcursul seriei Dragon Ball Z. Inițial, el este atras să apară foarte mic și slab făcându-l să pară mai puțin amenințător decât partenerul său masiv Nappa. Cu toate acestea până la sfârșitul seriei Dragon Ball Z, el pare a fi ceva mai înal și mai puternic, cu o înălțime a părului un pic scurtată decât al lui Goku, care de asemenea, pare să devină mai înalt. Caracteristicile sale faciale de asemenea, par oarecum mai clare și definite care-l fac să meargă mai departe făcându-l mai în vârstă (deși acest lucru poate fi atribuit de fapt la îmbătrinirea reală).

## Personalitate
Vegeta este arțăgos, arogant și crud ca urmare a distrugerii planetei sale de origine, și el a suferit din cauza abuzului rasei sale care a căzut în mâinile lui Frieza. Regalitatea lui pare să-i fi dăruit un sentiment de superioritate, care-l deține el însuși de mai sus aproape toată lumea îl întâlnește. El este extrem de mândru de moștenirea lui de Saiyan și consideră că rasa sa este cea mai puternică din univers. Din copilărie, Vegeta era el însuși un criminal nemilos, ca majoritatea Saiyanilor. În Saga Namek, el a început să prezinte modificări, mai degrabă uciderea lui Krillin sau Gohan cum a promis în saga anterior, dar în schimb a făcut o alianță cu ei. După ce a fost născut la nivel superior de Saiyan al societății, Vegeta a fost fixat la atingerea stării de Super Saiyan Legendar și a devenit cel mai puternic luptător din univers. După ce a fost înfrânt în mâinile lui Frieza, Vegeta a plâns și i-a explicat lui Goku că Frieza l-a forțat să fie nemilos și că el nu a avut niciodată șansa de fi orice altceva (ceea ce înseamnă că el ar fi bun și milostv dar nu pentru Frieza). De atunci, Vegeta s-a înmuiat puțin și a arătat compasiune ocazională la noua sa familie Bulma, Bulla și Trunks. În plus, în Saga Kid Buu, el a ales să devină furios când a aflat că Goku se ocupă cu Bătrânul Kaioshin implicând faptul că profită de Bulma, iar sentimentul față de Goku a fost fără sens, subliniind că el ar fi folosit-o pe Chi-chi în schimb. În Saga Babidi, Vegeta a dat de obsesia de-al depăși pe Goku în putere, devenind Majin "rău", o dată mai mult. Acesta a fost un truc disperat, nu pentru a restabili fosta sa răutate crezând că a fost sursa puterilor lui adevărate. Goku nu crede că Vegeta e o cacealma, și în mod corect; Vegeta a demonstrat moliciunea lui dominantă când la îmbrățișat pe Trunks pentru prima dată și spunându-i că e mândru să fie tatăl lui, înaintea de a efectua un sacrificiu cu explozia finală împotriva lui Majin Buu. Se poate argumenta că trăsătura care e mai definitoare este rivalitatea lui cu Goku și obsesia de a-l depăși în putere. În Dragon Ball Z: Fusion Reborn, el merge atât de departe încât a plâns pentru incapacitatea sa de a-l depăși pe Goku. Cu toate astea, această obsesie l-a dus la salvarea lui Goku de mai multe ori, insistând că numai el îl va învinge pe Goku. După înfrângerea lui Kid Buu, el are o schimbare la inimă, și furia lui înpotriva lui Goku a căzut devenind cu el un fel de rivali și prieteni. Vegeta este prezentat ca unul dintre cele mai inteligente personaje ale seriei. Când face acest lucru umorul lui e foarte uscat și în unele cazuri rare negru. El face asta din plăcerea de a-și batjocura dușmanii și s-a demonstrat atunci când el se oferă să o reconstruiască pe Android 18 într-un "prăjitor de pâine" sau într-o "mașină de spălat". El arată de asemenea simțul său al umorului negru asupra lui Goku atunci când era pe cale să se bată cu el la Turneul Mondial de Arte Marțiale. El a auzit că Goku a menționat că este sătul de mâncare și Vegeta a jurat că o să-l lovească cu pumnul în stomac. În mod normal, ego-ul său și umbra sa arogantă au calitățile lui pozitive. La începutul seriei de final, Vegeta este dovedit a fi extrem de vanitos și egoist. Un exemplu tragic al acestui fapt este în lupta sa cu semi-Perfect Cell. Deși el ar putea fi distrus cu ușurințǎ de această formă mai slabă a lui Cell, aroganța sa l-a învins și l-a lăsat intenționat pe Cell să o absoarbă pe Android 18 doar pentru că avea o provocare să testeze noua lui putere. În lupta împotriva lui Majin Buu și Janemba, el s-a opus fuziunii lui cu Goku din cauza mândriei sale, dar Goku a reușit să-l convingă, mai târziu devenind mai dispuși să fuzioneze, mergând atât de departe încât el însuși a propus asta în lupta împotriva lui Omega Shenron. În mai multe rânduri, Vegeta își subestimează adversarii, în cazurile lui Perfect Cell și Buu Kid. Vegeta a fost păcălit de aparențele lor diminutive, crezând că ei erau "slabi", fiind oarecum ironic, dar propria sa statură mică, are mare putere. La sfârșitul seriei Saga Kid Buu și în Dragon Ball GT, Vegeta este mult mai relaxat. El este văzut adesea zâmbind și glumind, cum ar fi atunci când l-a forțat pe Trunks să intre la cel de-al 28-lea Turneul Mondial de Arte Marțiale și acesta îl va amenința "scăzându-i din alocație" dacă nu intră în concurs. Deseori fiind mai grijuliu cu familia sa în special cu fiica lui Bulla, Vegeta are desigur o parte bună pentru adaptarea lui la viața de pământean. Cel mai bun exemplu pentru familia sa este cel de mai sus când l-a îmbrățșat pe Trunks înainte de lupta sa cu Majin Buu ca Majin Vegeta. Cu toate acestea, Vegeta poate fi văzut stând pe margine, în timp ce toată lumea este fericită bucurându-se de o mulțime de lucruri. Mai târziu, Vegeta a dezvoltat o puternică criză de vârstă. De exemplu atunci când conducea spre casă cu Bulla veniră doi adolescenți într-un vehicul și flirtau cu fiica sa dar acesta îi ignoră. După un timp, acei băieți l-au numit pe Vegeta "Bătrân" și el s-a înfuriat și apoi le-a rupt mașina. Vegeta mai este uneori extrem de agresiv și furios. La jumătate din Saga Frieza cine l-a ucis a făcut-o fără milă. El avea milă atunci când l-a lăsat pe broasca Namekiană căpitanul Ginyu în viață, făcându-l încântat, noțiunea fiind că Ginyu este blocat în corpul de broască ca pedeapsă suficientă. Vegeta în unele cazuri i-a fost teamă de adversari precum Broly,Frieza si Beerus, dar vizibil în aparență. În cazul lui Broly acest lucru ar putea fi din respect pentru Super Saiyanul legendar si Beerus fiind zeul distrugeri. Vegeta aproape întotdeauna se adresează lui Goku cu numele său de naștere Kakarot, dar i se adresează rar ca Goku. Ca Prinț după ce a fost distrusă Planeta Vegeta, Vegeta este inițial introdus ca un personaj negativ nepocăit. Judecând de la intențiile sale rele înainte de a se alătura Luptătorilor Z, Vegeta a fost caracterizat în mod constant ca fiind extrem de arogant, răzbunător și uneori rece. Multe dintre cetele eroice ale lui Vegeta sunt timpurii, deoarece sunt din auto-interes sau din răzbunare, deși mai târziu el se stabilește și crește iubitor pe Pământ la fel ca-n planeta lui de origine, ridicând o familie cu Bulma (pentru a se încadra în dragoste). Opinia lui Goku de a fi mereu cu un pas înaitea lui Vegeta, chiar dacă Goku este în clasa mai mică de Saiyan rulează gama de la dispreț la rivalitate și mai târziu la respect și prietenie. Din cauza aroganței sale, atitudinea și trecutul, Vegeta câștigă o mulțime de dispreț asupra celor din jur. Desigur Goku are întotdeauna un aviz optimist legat de el. Vegeta este mai mult un luptător tactic, care de multe ori se repede în încăierare, fără ezitări. Cu toate astea furia și aroganța sa de obicei îl fac să-și subestimeze adversarul. Sângele său regal și stilul de luptă intensă, au beneficiat de rănile lui în multe bătălii.

## Copilăria
Trecutul lui Vegeta este unul neplăcut si poate macabru. Înainte de distrugerea planetei sale,Dodoria, Zarbon și Frieza l-au atacat pe tatăl său și l-au omorât. Totuși, pe Vegeta nu l-a afectat doar amintirea în care a găsit cadavrul tatălui său, Regele  Vegeta, fără suflare,într-o baltă de sânge. Când era copil, Vegeta i-a provocat multe probleme tatălui său, mulțumită căruia a fost robul lordului Bills si multor altor persoane mai puternice decât el. Toată viața a fost terorizat din cauza faptului că un rege precum tatăl lui a fost sclavul superiorilor Saiyanilor,distrugerea planetei sale de Frieza, în care avea atâta încredere, moartea greu de suportat a lui taică-său si inferioritatea sa la putere față de Goku. Povestea cu tatăl său este:
Vegeta era la antrenamente cu Nappa si cu Raditz. In timpul antrenamentelor sale, Frieza îi luă pe Zarbon și pe Dodoria și merge la Regele Vegeta.
După un scurt dialog între el și Frieza (care spune că Frieza e gelos că are un fiu ca Vegeta tocmai un Saiyan așa slab), îl ucide fără milă, ci chiar cu zâmbet. Când Vegeta se întoarse de la antrenament,a văzut trupul neînsuflețit al tatălui său, a plâns. 
Până la Frieza Saga nu a avut habar că Frieza în persoană i-a ucis tatăl, iar pe urmă planeta natală:Planeta Vegeta.

## Atacuri de energie pe  bază fizică
- Amazing Impact: Un atac rapid folosit de Vegeta împotriva căpitanului Ginyu, iar mai târziu, când lupta împotriva lui Android 18.
- Final impact: Vegeta trage un bolț feroce de energie din corpul său și apoi în mijlocul degetului când era Majin. El a folosit acest atac în timpul luptei sale cu Majin Buu. Se presupune despre această că este utilizată de Vegeta numai când era Majin.
- Atomic Blast: Un atac de grabă care l-a utilizat Vegeta în timpul luptei sale cu semi-Perfect Cell. Acest atac a fost numit și Ranging Blast.
- Bang Beam: O mișcare utilizată de Vegeta în Saga Namek, în care Vegeta când era mic arăta cu degetul arătător pretinzând că trage cu o armă dar de fapt trage apoi un șurub mic, dar roșu cu o energie care duce la moarte.

Galick Gun-un atac Ki extrem de puternic, în care eliberează un flux de Ki multiplicat de furie.El folosește asta in lupta cu Goku din Saiyan Saga,in Frieza Saga si Dragon Ball GT,împotriva lui Super Cyborg 17.Traducere:Tunul Galick

## Transformări
Prima transformare: (Super Saiyan "Fals")Această tranformare a folosit-o în Ginyu Saga, când lupta cu Jesse.
A 2-a transformare: (Super Saiyan) Această tranformare a folosit-o în lupta cu Android 19 și Android 20, iar apoi mai târziu în lupta cu Android 17 și Android 18.
A 3-a transformare: (Super Vegeta) Această tranformare a avut loc în lupta cu Semi-Perfectul Cell.
A 4-a transformare: (Super Saiyan 2) Această transformare a avut loc la 3 ani după ce Gohan îl ucide pe Perfect Cell.
A 5-a transformare: (Gogeta Super Saiyan) Această tranformare a avut loc în Dragon Ball Z:Fusion Reborn împotriva lui Janemba.
A 6-a transformare: (Vegetto) Asceastă tranformare se întâmplă în lupta cu Buu, Vegeta fuzionează cu Goku folosind cerceii Potara și ajunge Vegetto iar mai apoi Super Vegetto.
A 7-a transformare: (Super Saiyan God) Această tranformare o putem vedea pentru prima dată în manga în timpul luptei cu Goku Black și apoi în putem vedea animat în filmul Dragon Ball Super: Broly evident în lupta cu Broly.
A 8-a transformare: (Super Saiyan Blue) Această tranformare a avut loc prima dată în filmul Dragon Ball Z: Resurrection 'F' în lupta cu Frieza acesta folosind și el noua lui tranformare Golden Frieza, după ce acesta a fost reînviat.
A 9-a transformare: (Super Saiyan 4) Această tranformare a avut loc în Dragon Ball GT cu ajutorul Bulmei, care a făcut o rază laser ce creează unde speciale care i-au permis lui Vegeta să se transforme in Super Saiyan 4, chiar daca acesta nu a evoluat încă la forma de Super Saiyan 3. Ajutându-l astfel pe Goku să lupte cu Omega Shenron.
A 10-a tranformare: (Gogeta Super Saiyan 4) Această tranformare a avut loc în lupta lui cu Goku împotriva lui Omega Shenron.
A 11-a tranformare: (Vegetto Super Saiyan Blue) Această tranformare a avut loc în lupta lui cu Goku împotriva lui Zamasu.
A 12-a transformare: (Super Sayan Blue Beyound) Acestă transformare a avut loc în timpul Turneului Puterii din Dragon Ball Super, în lupta cu Jiren.
A 13-a tranformare: (Gogeta Super Saiyan Blue) Această tranformare a avut loc în lupta cu Broly în filmul Dragon Ball Super.
A 14- a tranformare: (Vegetto Super Saiyan 4) Această tranformare a avut loc în lupta cu Cunber și Golden Cooler.

## Transformari in Ozaru (Maimuță Gigant)
Prima transformare in Ozaru: In prima luptă cu Goku-După ce a fost lovit de Kamehameha-ul lui Goku cu puterea lui Kaioken 3x. A fost nevoit
A doua transformare in Ozaru: Când s-a transformat in Super Saiyan 4-Cand Bulma l-a lovit pe Vegeta cu undele care il făceau sa se transforme in Super Saiyan 4, mai întâi s-a transformat in Ozaru.

## Trivia
- În mod ironic, prima dată Vegeta a prezentat dragostea lui pentru Trunks și Bulma atunci când era Majin, care în mos tradițional aduce rău oamenilor.
- În ciuda faptului că cozile de Saiyan se regenerează la spate, cum ar fi a lui Goku și Gohan,dar coada lui Vegeta devine tăiată de Yajirobe și nu-i mai vine înapoi.
- În ciuda obsesiei lui Vegeta de-al învinge pe Goku, Goku nu a fost bătut de el. Cu toate acestea, cu mândria rănită asupra faptului că Goku l-a depășit pe Vegeta cu Kaio-ken!3x este probabil principalul motiv pentru dorința de al bate, care a continuat până

la sfârșitul seriei(deși într-un mod cu o manieră mai prietenoasă).
- În episodul 274 din Saga Fusion s-a demosntrat că Vegeta are o teamă de viermi atunci când el și Goku erau prinși în stomacul lui Buu.
- Înainte ca Vegeta să se sacrifice, Piccolo se întreabă dacă Goku este în cealaltă lume. Acest lucru este curios că Vegeta a fost ucis de Frieza și l-a dorit înapoi, și ar fi avut o idee preconcepută a ceea ce a fost ca moartea.
- De la începutul seriei Dragon Ball Z până la final,Vegeta a pierdut organismele armurii mai mult și mai mult. În Saga Vegeta,el a avut o armură de la partea superioară a corpului pentru polițiști perinului. În Saga Frieza,el a avut armură mai puțină care a pierdut gardienii perinului și are plăcuțe pe umăr. În Saga Cell el avut armură și mai puțină doar cu o placă la piept. În Saga Buu,el nu a avut nici-o armură de Saiyan, dor mănuși și cizme albe și un costum albastru (deși toate de la originea de Saiyan). În Dragon Ball GT,el abandonează complet armura de Saiyan pentru o îmbrăcăminte umană.